# 宮崎県立看護大学
宮崎県立看護大学（みやざきけんりつかんごだいがく、英語: Miyazaki Prefectural Nursing University）は、宮崎県宮崎市まなび野3丁目5番1に本部を置く日本の公立大学。1997年創立、1997年大学設置。大学の略称は看護大。

## 沿革
- 1997年 - 宮崎県立看護大学設立（看護学部 看護学科）。
- 2001年 - 大学院修士課程開設（看護学研究科 看護学専攻）。
- 2017年 - 公立大学法人に移行。

## 組織構成

### 学部
- 看護学部
  - 看護学科（定員100名）

### 研究科
- 看護学研究科（博士前期課程）
  - 研究コース
    - 基礎看護学領域
    - 感染看護・健康増進看護学領域
    - 母子看護学・助産学領域
    - 成人・老年看護学領域
    - 地域・精神看護学領域
    - 公衆衛生看護学領域

  - 実践者養成コース（修了時保健師国家試験受験資格取得）
    - 実践公衆看護学領域
- 看護学研究科（博士後期課程）

### 別科
- 別科助産専攻

### 附属機関

#### 看護研究・研修センター
- 感染認定看護師教育課程

## 対外関係

### 他大学との協定

#### 国内
- 放送大学学園と単位互換協定を結んでおり、放送大学で取得した単位を卒業に要する単位として認定することができる[1]。

#### 国外
- タイ チェンマイ大学（学術・教育交流協定）
- 韓国 朝鮮看護大学（学術・教育交流協定）
- インドネシア イッサン大学（学術・教育交流協定）
- インドネシア メディストラ大学（学術・教育交流協定）

## 大学関係者

### 学長・学長経験者
- 薄井坦子 - 初代学長、名誉教授。

### 元教員
- 遠藤恵美子 - 看護学者（がん看護学）

## 交通アクセス
- JR日豊本線・日南線「南宮崎駅」またはJR日豊本線「清武駅」より宮崎交通バス乗車、「県立看護大学停留所」下車[2]。